# Laurent Leroy
Laurent Leroy (Saint-Saulve, 16 aprile 1976) è un ex calciatore francese, di ruolo attaccante.

## Carriera

### Club
Durante la sua carriera gioca per Valenciennes, Cannes, PSG, Servette, Troyes, Neuchâtel Xamax, Bordeaux, Créteil, Shanghai Shenhua, Stade Raphaëlois e Grasse. Nel luglio del 1998 firma al PSG per 8 milioni di franchi. Nel biennio 2001-2002 subisce due frattura alla tibia. Svincolatosi dal PSG nel 2003, rimane svincolato tra il luglio del 2003 e il gennaio del 2004. Nel 2007 fa un provino al Levski Sofia e in seguito a Dubai, non riuscendo ad entrare in alcuna società. Nel 2008 ottiene la licenza come pompiere volontario.
Vanta 119 presenze e 18 reti in Ligue 1 e 18 incontri e 6 gol in Europa.

## Palmarès

### Club

#### Competizioni nazionali
- Supercoppa francese: 1

PSG: 1998
- Campionato svizzero: 1

Servette: 1998-1999

#### Competizioni internazionali
- Coppa Intertoto UEFA: 1

PSG: 2001